# Kranialnerv

Kranialnerverna (med namn på engelska)

Kranialnerver (hjärnnerver, nervi craniales) kallas de nerver som med sina rötter ansluter till hjärnan eller hjärnstammen, till skillnad från andra nerver som utgår från ryggmärgen. Undantaget är extranervens (den elfte kranialnervens) spinala rot som träder ut från halsryggens ryggmärg. Det finns 12 par kranialnerver. Alla finns symmetriskt på både höger och vänster sida.
Vissa av kranialnerverna innehåller nervfibrer som förmedlar signaler till hjärnan, afferenta, sensoriska nervfibrer. Andra innehåller nervfibrer som förmedlar signaler från hjärnan, efferenta, motoriska nervfibrer. Vissa av nerverna innehåller båda typerna. Kranialnerverna saknar ett gemensamt principiellt förgreningsmönster och deras förlopp i huvudet är ofta invecklat. Kranialnerverna träder ut från kraniumhålan via hål och springor.
Utöver de tolv klassiska kranialnerverna finns det även en nerv hos bland annat människan som har kallats för den nollte kranialnerven (kranialnerv noll, kranialnerv XIII, lat. nervus terminalis). Den nollte kranialnerven har beskrivits att ha en roll för detektion av feromoner och reproduktion.

## Kranialnerverna efter numrering
Kranialnerverna är numrerade efter varifrån de utgår från hjärna och hjärnstam, med lägst nummer medialt och kranialt (högst upp mot mitten) och högst nummer lateralt och kaudalt (ytterst och längst ner). De två första kranialnerverna utgår från hjärnan medan resterande tio med undantag av extranervens spinala rot utgår från hjärnstammen. Samtliga kranialnerver går in/ut från hjärna och hjärnstam ventralt förutom rullmuskelnerven som utgår från hjärnstammen dorsalt. Nedan betecknar N. = nervus (nerv).
| Kranialnerv                           | Nummer  | Latinskt namn                                       | Nervfibertyp | Ut-/ingång från hjärna/hjärnstam  | Exempel på skadeföljd              |
| ------------------------------------- | ------- | --------------------------------------------------- | ------------ | --------------------------------- | ---------------------------------- |
| Luktnerven                            | N. I    | N. olfactorius                                      | Sensorisk    | Luktbulben                        | Anosmi                             |
| Synnerven                             | N. II   | N. opticus                                          | Sensorisk    | Talamus                           | Synfältsbortfall                   |
| Ögonmuskelnerven                      | N. III  | N. oculomotorius                                    | Motorisk     | Mitthjärnan                       | Dubbelseende                       |
| Rullmuskelnerven                      | N. IV   | N. trochlearis                                      | Motorisk     | Mitthjärnan (dorsalt)             | Dubbelseende                       |
| Trillingnerven                        | N. V    | N. trigeminus                                       | Båda         | Hjärnbryggan                      | Känselbortfall                     |
| Sidtittarnerven                       | N. VI   | N. abducens                                         | Motorisk     | Hjärnbryggan                      | Dubbelseende                       |
| Ansiktsnerven                         | N. VII  | N. facialis                                         | Båda         | Hjärnbryggan                      | Ansiktsförlamning                  |
| Balans- och hörselnerven              | N. VIII | N. vestibulocochlearis (tidigare n. statoacusticus) | Sensorisk    | Hjärnbryggan och förlängda märgen | Hörselnedsättning, Yrsel, Tinnitus |
| Tung- och svalgnerven                 | N. IX   | N. glossopharyngeus                                 | Båda         | Förlängda märgen                  | Svalgpares                         |
| Vagusnerven (den kringirrande nerven) | N. X    | N. vagus                                            | Båda         | Förlängda märgen                  | Dysfagi                            |
| Extranerven (binerven)                | N. XI   | N. accessorius                                      | Motorisk     | Förlängda märgen och ryggmärgen   | Muskelsvaghet                      |
| Tungmuskelnerven                      | N. XII  | N. hypoglossus                                      | Motorisk     | Förlängda märgen                  | Tungdeviation                      |

## Relaterade uppslagsord
- Dysartri
- Dysfagi